# IJburg College
Het IJburg College is een school voor secundair onderwijs gelegen in de Amsterdamse woonwijk IJburg. Leerlingen kunnen er het vmbo, havo en vwo volgen.

## Achtergrond
Het IJburg College is een zogeheten digitale school waar elke leerling met een eigen tablet werkt. Het lesmateriaal bevindt zich dan ook op een elektronische leeromgeving. Projecten in mediawijsheid zijn een belangrijk onderdeel van het lesprogramma. Daarnaast is er extra aandacht voor sport en gezondheid, kunst en cultuur en science.
In mei 2010 was het IJburg College de eerste school in Nederland waar een zogeheten Challenge Day werd gehouden. Deze methode is om onverschilligheid en onbegrip in voornamelijk het voortgezet onderwijs tegen te gaan en te leren respect voor elkaar te hebben. Het was te zien in het KRO-programma Over de streep.
In het schooljaar 2022-2023 telde de school 755 leerlingen. Het jaar ervoor waren dit er 866, het jaar daarvoor 965.
Per 1 februari 2024 draagt de school de naam Montessori Lyceum Terra Nova. Dit gebeurde nadat de school fuseerde met de Montessori Scholengemeenschap Amsterdam.

## Incidenten
Het IJburg College kwam meermaals negatief in het nieuws. In 2018 kwam de school in een financiële crisis terecht. Sinds 16 januari dat jaar stond de school onder toezicht. Volgens het rapport van de Onderwijsinspectie stond de school er destijds 'zeer slecht' voor. Voor 2016 werd een positief resultaat van €82.000,- begroot, maar dit werd uiteindelijk een negatief resultaat van €655.000,-. Het bestuur verwachtte het jaar erop weer €53.000,- in de plus uit te komen, maar in februari 2018 was dit nog twee ton in de min. Ook moest het bestuur 2,4 miljoen euro aan de gemeente terugbetalen. Dit geleende geld zou worden gebruikt voor de bouw van een sporthal, die er uiteindelijk niet zou komen.
In oktober 2020 werd een groepje leerlingen door een medeleerling met een mes bedreigd. Hierop werd de desbetreffende leerling geschorst en zou er naar een andere school worden gezocht. Door dergelijke incidenten behoort het IJburg College tot de groep Amsterdamse scholen die kampt met criminaliteit. Het gemeentebestuur trok na een zoveelste incident 2 miljoen euro uit voor een aanpak die de veiligheid op scholen moet vergroten. Schoolbestuurders en directeuren reageerden echter wisselend op het plan.
Naar aanleiding van de gewelddadige incidenten op het IJburg College namen in het schooljaar 2021-2022 in totaal 35 personeelsleden ontslag. Het zou gaan om intimidatie, pesterijen, vernielingen en een gijzeling.